# Lisówki
Lisówki – wieś w Polsce położona w województwie wielkopolskim, w powiecie poznańskim, w gminie Dopiewo.
Wieś duchowna Lisówki (Loszowycze), własność kapituły katedralnej poznańskiej, położona była w 1580 roku w powiecie poznańskim województwa poznańskiego. W latach 1975–1998 miejscowość administracyjnie należała do województwa poznańskiego.
We wsi znajduje się duży dom pomocy społecznej z rozległym parkiem, który w 2020 otrzymał nagrodę Laur Seniora (targi Viva Seniorzy w Poznaniu).